# Polanica-Zdrój
Polanica-Zdrój, [pɔla'ɲiʦa 'zdruɪ̯], tyska: Altheide-Bad, är en stad och kurort i sydvästra Polen, belägen i distriktet Powiat kłodzki i Nedre Schlesiens vojvodskap, vid floden Bystrzyca Dusznicka 12 kilometer sydost om distriktets huvudort Kłodzko. Staden utgör administrativt en stadskommun och hade 6 649 invånare i juni 2014.

## Administrativ indelning
Förutom Polanica-Zdrójs stadskärna ingår även följande orter som stadsdelar i stadskommunen:
- Nowy Wielisław (tyska: Neuwilmsdorf)
- Polanica Górna (Neuheide)
- Sokołówka (Falkenhain)

## Kultur och sevärdheter

### Byggnadsverk
- Marie himmelsfärdskyrkan, uppförd 1910 i nybarock stil. Altarmålningen utfördes av Oswald Völkel.
- Jesuitgården vid kyrkan uppfördes 1706–1707 av Glatz jesuitkollegium i böhmisk barockstil. 1861 blev huset barnhem.
- Kurparken och kurbadhusen
- Pestkapellet i Polanica Górna, uppfört 1680.
- Mariakapellet från 1843.

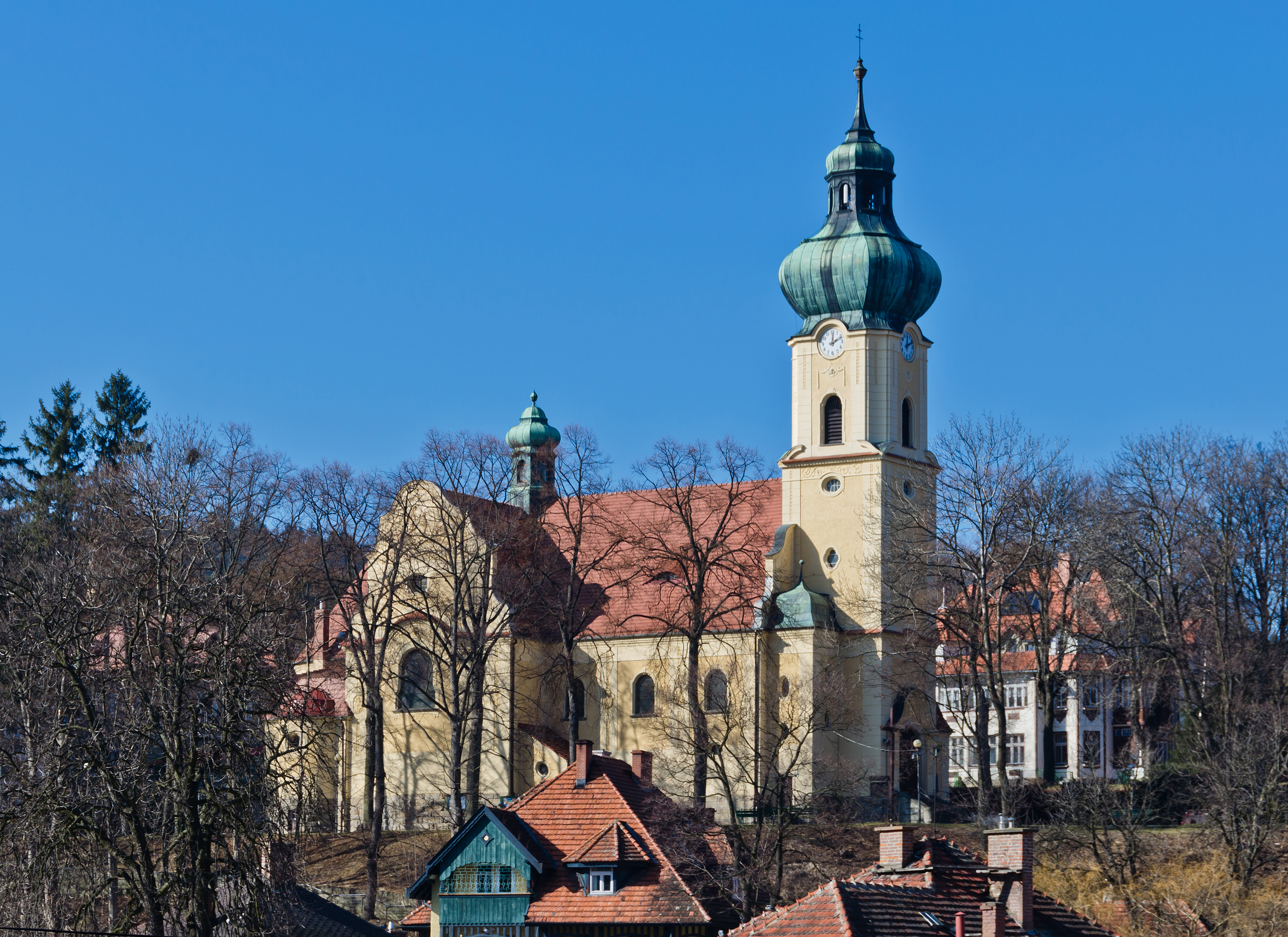
Marie Himmelsfärdskyrkan.
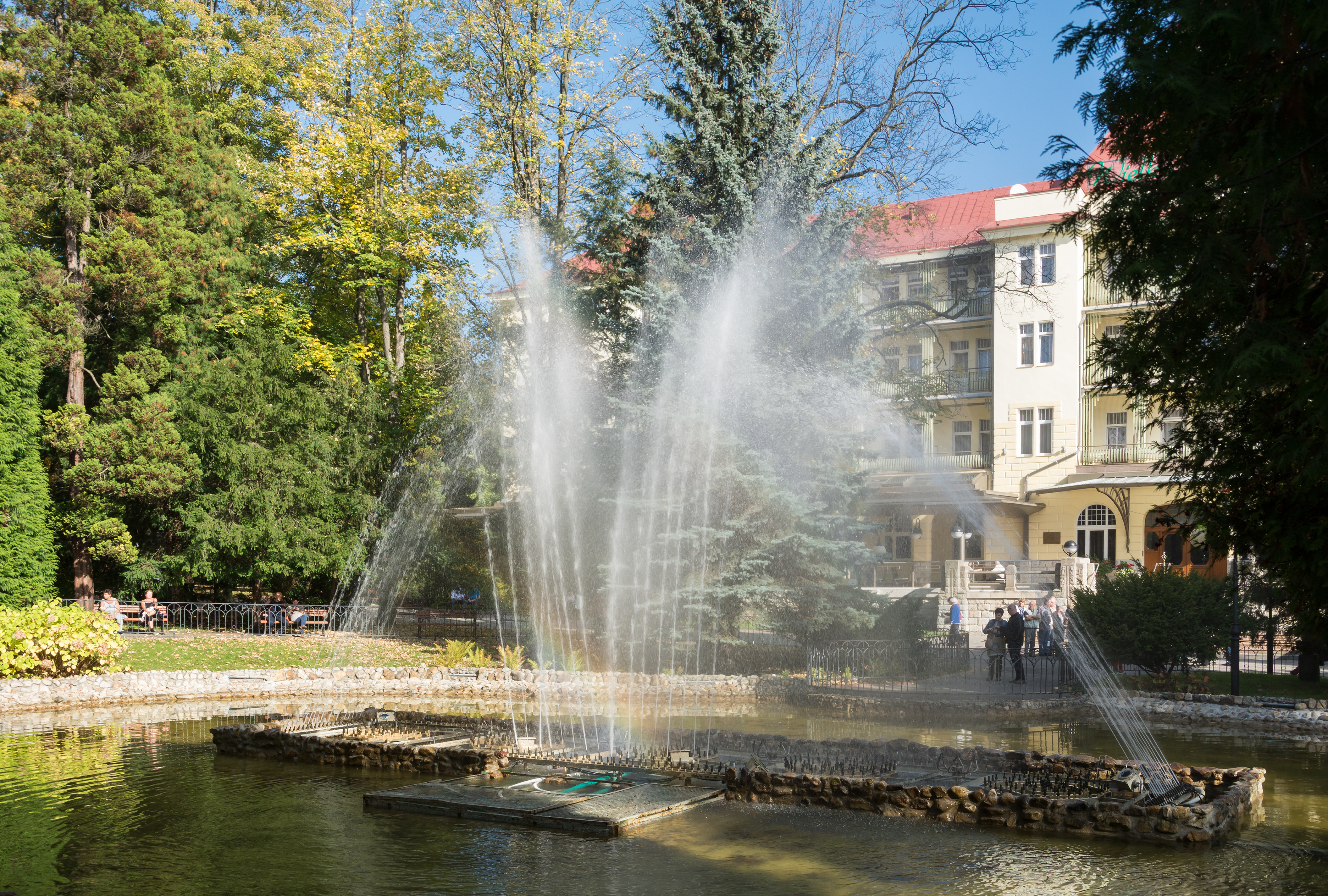
Kurparken.
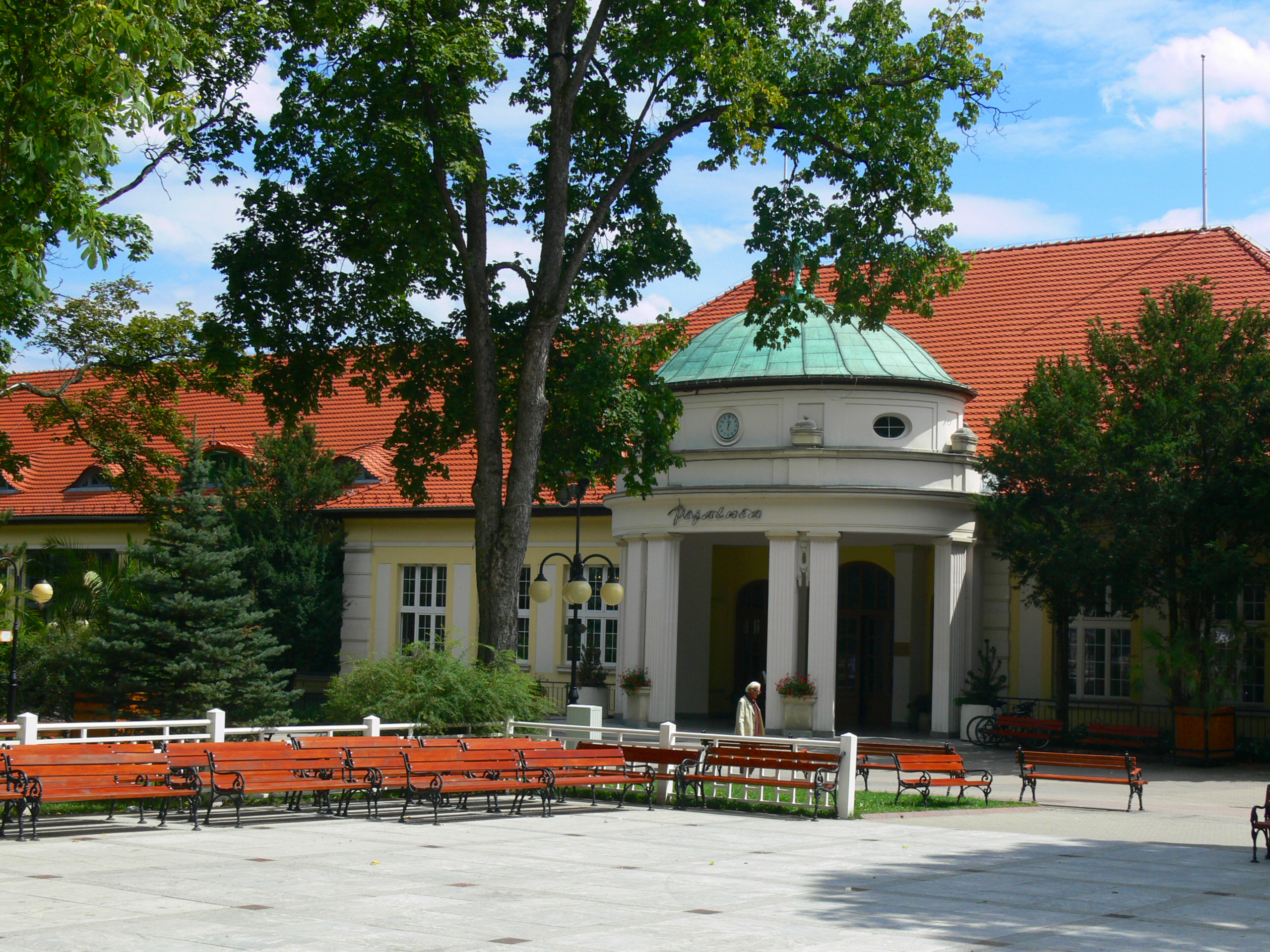
Brunnshuset.
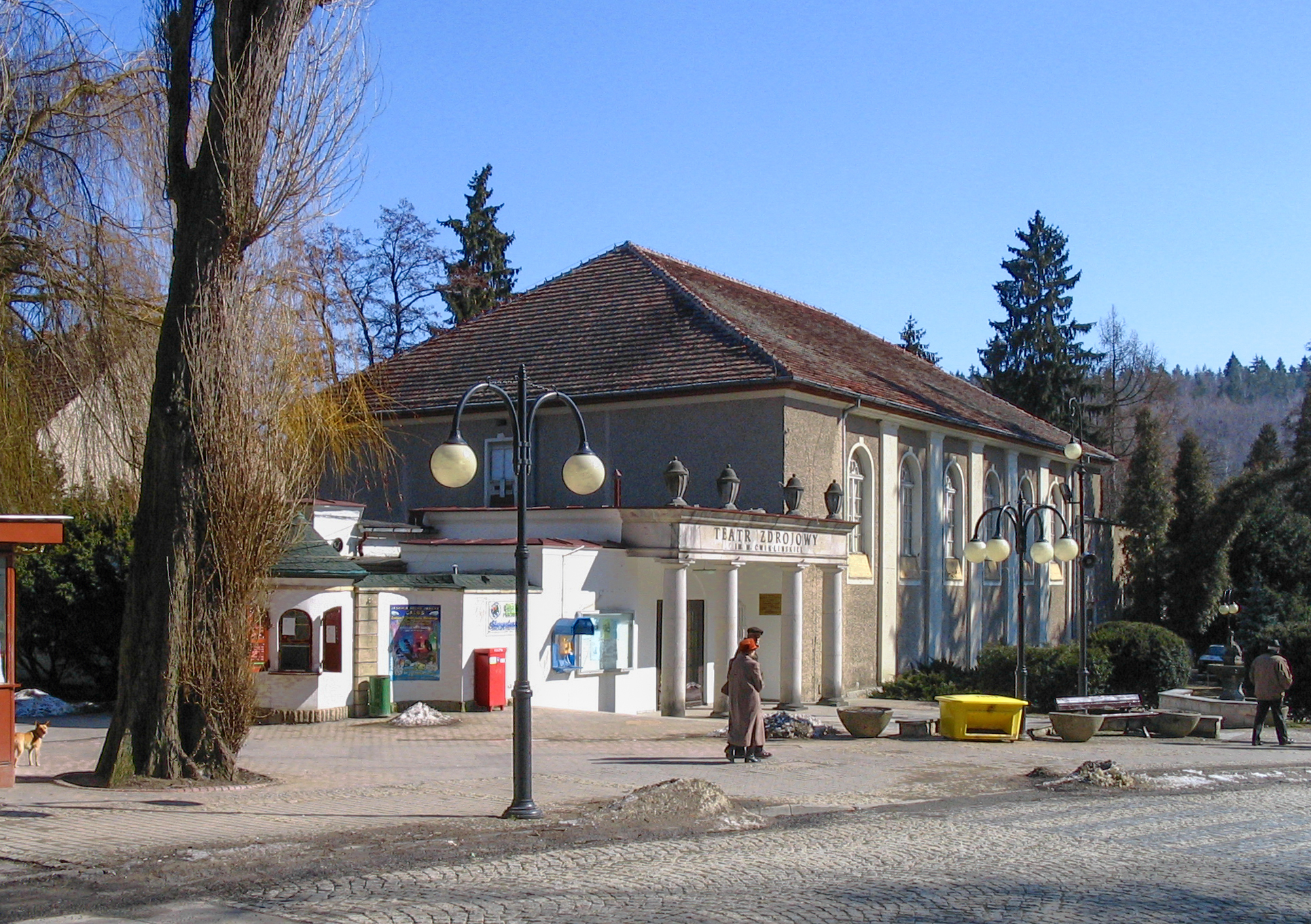
Teatern.

### Kultur- och idrottsevenemang
I staden spelas årligen en schackturnering till minne av den polske schackmästaren Akiba Rubinstein. Även amatörfilmfestivalen POL-8 arrangeras årligen i staden.

## Kommunikationer
Staden har en järnvägsstation på sidolinjen Kudowa-Zdrój–Kłodzko, som trafikeras av regionaltåg på sträckan mellan Kudowa och Kłodzko samt fjärrtåg vidare mot Wrocław.